# Dipsacus leschenaultii
Dipsacus leschenaultii là một loài thực vật có hoa trong họ Kim ngân. Loài này được Coult. ex DC. mô tả khoa học đầu tiên năm 1830.